# Lilla Hundsjön, Hälsingland
Lilla Hundsjön är en sjö i Hudiksvalls kommun i Hälsingland och ingår i Harmångersåns huvudavrinningsområde. Sjön har en area på 0,0845 kvadratkilometer och ligger 380,2 meter över havet.

## Delavrinningsområde
Lilla Hundsjön ingår i det delavrinningsområde (689810-152210) som SMHI kallar för Inloppet i Bodsjön. Medelhöjden är 383 meter över havet och ytan är 2,01 kvadratkilometer. Räknas de 3 avrinningsområdena uppströms in blir den ackumulerade arean 16,8 kvadratkilometer. Avrinningsområdets utflöde Harmångersån (Kölån) mynnar i havet. Avrinningsområdet består mestadels av skog (94 procent). Avrinningsområdet har 0,08 kvadratkilometer vattenytor vilket ger det en sjöprocent på 5 procent.